# Michael Hopfner
Pour les articles homonymes, voir Hopfner.
Michael Alfred Hopfner  (25 janvier 1947-19 avril 2009) est un homme d'affaires et politique provincial canadien de la Saskatchewan. Il représente la circonscription de Cut Knife-Lloydminster à titre de député du Parti progressiste-conservateur de 1982 à 1991.

## Biographie
Né à Humboldt en Saskatchewan, Hopfner étudie à Lake Lenore (en) et à l'école technique de Moose Jaw.

## Carrière politique
Il entame sa carrière politique en siégeant au conseil municipal de Lashburn et ensuite en tant que maire. Lors de son passage à l'Assemblée législative de la Saskatchewan, il occupe le poste de whip du gouvernement. Réélu en 1986, il échoue à se faire réélire en 1991.
Par la suite, il est reconnu coupable de fraude pour ses actions lors du scandale du Parti progressiste-conservateur de la Saskatchewan et est condamné à 18 mois de prison et au remboursement de 56 000 $.